# شورای اسلامی شهر اصفهان
شورای اسلامی شهر اصفهان، شورایی مرکب از ۱۳ نفر است که توسط مردم شهر اصفهان برای تصمیم‌گیری در خصوص امور مربوط به شهرداری اصفهان انتخاب می‌شوند. رئیس کنونی شورای شهر اصفهان محمد نورصالحی و سید امیر سامع هم نائب رئیس این شورا است.

### انتقادات اصلی وارد به شورای اسلامی شهر اصفهان در دوره ششم شامل موارد زیر است:[۲]
- وعدههای محقق نشده و تاخیر در پروژهها: از جمله تکمیل خط دوم مترو و رینگ چهارم ترافیکی که با تأخیر زیاد مواجه شدند. همچنین پروژههای وعده داده شده در حوزههای عمرانی، حمل و نقل و فرهنگی بهصورت کامل پیشرفت نکردهاند.
- شفافیت ناقص مالی: شعار شفافیت مالی که یکی از وعدههای کلیدی شورا بود بهصورت کامل اجرایی نشده و گزارشهای مالی و قراردادهای مشارکتی بهطور کامل در دسترس مردم قرار نگرفته است.
- مدیریت منابع آب و احیای زایندهرود: شورای ششم بر پیگیری این موضوع تأکید زیادی داشت، اما برنامه منسجم و موفقی برای احیای این رودخانه نداشته و هزینههای صرف شده بینتیجه بوده است.
- عدم توسعه متوازن و حاشیهنشینی: در مناطق کمتر برخوردار مانند شهرک شهید کشوری، مشکلات زیرساختی و خدمات رسانی وجود دارد و اقدامات ملموسی برای رفع این مشکلات صورت نگرفته است.
- ضعف در حمل و نقل عمومی: از جمله تأخیر در اجرای مصوبات مربوط به تقویت ناوگان مترو و اتوبوسرانی و نداشتن نظارت دقیق و نظاممند بر این بخش.
- حاشیه های داخلی شورا و عدم پاسخگویی: وجود شایعات و نقدهایی درباره جلسات غیرعلنی و تبادل هدایا در شورا که با شعار شفافیت در تضاد است و شورا به صورت رسمی به آنها پاسخگو نیست.
- نظارت ضعیف بر عملکرد شهرداری: باستثنا مشکلاتی در نظارت بر پروژهها و قراردادها و عدم ارائه گزارشهای مستمر به مردم دیده شده است.

علاوه بر این، برخی اعضای شورا انتقاداتی نسبت به مصوبات اخیر مجلس درباره تمدید شوراها داشتهاند و تأکید کردهاند که این تصمیم مشکلاتی برای مدیریت شهری ایجاد میکند.

انتقادات داخلی
احمد شریعتی، محمدرضا فلاح و منوچهر مهروی پور ۳عضو فعال شورای ششم هستند که انتقادات بسیاری را به مدیریت محمد نورصالحی به عنوان رئیس شورای شهر دارند و همواره در نطق و تذکرات علنی و غیرعلنی به مدیریت پرحاشیه نورصالحی به ویژه در ضعف مفرط نظارتی بر مدیریت ناکارآمد شهرداری انتقادات فراوانی را مطرح می کنند. 

## تاریخچه
پس از تصویب قانون بلدیه توسط مجلس شورا به موجب آن مقرر شد که شورایی مرکب از نمایندگان محلات شهر به نام انجمن بلدبه با انجام انتخابات تشکیل شود. سه ماه پس تصویب قانون بلدیه و در تاریخ ۲۵ شهریور ۱۲۸۶ خورشیدی (حدود یک سال پس از صدور فرمان مشروطیت) در محلات شهر اصفهان انتخابات برگزار شد و پس از شمارش آرا در کاخ چهلستون از هر کدام از محلات نوزده‌گانه شهر یک نفر انتخاب شد و از میان وثیق‌الملک از محله گلبهار به ریاست انجمن بلدیه انتـخاب شد. انجمن بلدیه در اولین جلسه خود شخصی به نام حاجی محمدعلی کلانتر را به ریاست اداره بلدیه برگزید.
پس از انقلاب و به دنبال روی کار آمدن دولت اصلاح‌طلب سید محمد خاتمی، مقدمات انتخابات شوراهای اسلامی فراهم شد و در ۱۷ اسفند سال ۱۳۷۷ اولین دوره انتخابات سراسری شوراهای اسلامی کشور برگزار شد، و در اردیبهشت ۱۳۷۸ شوراها کار خود را آغاز کردند.
پایگاه دانش شهرداری حدود ۵۰۰۰ سند تاریخی در گنیجینه خود دارد.

## کمیسیون‌ها
روسای کمیسیون‌های ۷ گانه، مرکز پژوهش‌ها، مدیر دبیرخانه و روسای ادارات شورای شهر در دوره ششم:
1. کمیسیون اقتصادی، حقوقی و گردشگری
2. کمیسیون ویژه آب و مناطق کم برخوردار
3. کمیسیون پایش، نظارت و ارزیابی
4. کمیسیون حمل و نقل شهر[۷] و فناوری اطلاعات و هوشمندسازی
5. کمیسیون فرهنگی اجتماعی و ورزشی
6. کمیسیون عمران، معماری و شهرسازی
7. کمیسیون بهداشت سلامت محیط زیست و خدمات شهری

## ۱۴۰۰ تا ۱۴۰۵ هجری خورشیدی (تمدید یک ساله دوره کنونی)
انتخابات ششمین دورهٔ شورای اسلامی شهر و روستا در تاریخ ۲۸ خرداد ۱۴۰۰ همزمان با انتخابات ریاست جمهوری برگزار شد و مردم اصفهان ۱۳ نفر عضو اصلی شورای شهر اصفهان را انتخاب کردند.
در دی ماه ۱۴۰۰ تصویب طرح شفافیت و سلامت اداری در شورا شهر انجام گرفت بنا به گفته محمد نورصالحی رئیس شورای اسلامی شهر اصفهان، در فرایند انتخاب شهردار، در ابتدا از مردم و ۳۰ گروه از نخبگان شهری، معیارهای شهردار مطلوب احصا شده‌است و سپس از میان ۲۱ فرد شاخص، نه نفر انتخاب شدند. در نهایت، قاسم‌زاده و محمد علی احمدی دو گزینه نهایی بودند که آقای قاسم‌زاده با رای قاطع اعضای شورا بعنوان شهردار انتخاب شد.
| ردیف | نام و نام خانوادگی     | نوع حضور | تعداد رای |
| ---- | ---------------------- | -------- | --------- |
| ۱    | مجید نادرالاصلی        | اصلی     | ۱۰۰٬۷۴۶   |
| ۲    | غلامحسین صادقیان رنانی | اصلی     | ۹۴٬۰۱۰    |
| ۳    | رسول میرباقری          | اصلی     | ۹۳٬۰۳۱    |
| ۴    | محمدرضا فلاح           | اصلی     | ۸۹٬۴۹۳    |
| ۵    | محمد نورصالحی          | اصلی     | ۸۸٬۳۵۷    |
| ۶    | احمدرضا مصور           | اصلی     | ۸۴٬۶۴۶    |
| ۷    | ابوالفضل قربانی        | اصلی     | ۷۹٬۱۱۶    |
| ۸    | فرزانه کلاه‌دوزان       | اصلی     | ۷۶٬۶۰۱    |
| ۹    | سید امیر سامع          | اصلی     | ۷۵٬۶۰۹    |
| ۱۰   | مصطفی نباتی‌نژاد        | اصلی     | ۷۵٬۰۵۴    |
| ۱۱   | منوچهر مهروی‌پور        | اصلی     | ۷۴٬۰۹۴    |
| ۱۲   | عباس حاج رسولیها       | اصلی     | ۷۱٬۲۷۷    |
| ۱۳   | علی صالحی              | اصلی     | ۷۰٬۸۸۲    |
| ۱۴   | رضا امینی              | علی‌البدل | ۴۲٬۴۴۱    |
| ۱۵   | عبدالرسول امامی کوپائی | علی‌البدل | ۳۳٬۷۴۵    |
| ۱۶   | احمد شریعتی کمال‌آبادی  | علی‌البدل | ۲۹٬۶۱۵    |
| ۱۷   | مهدی فوقی              | علی‌البدل | ۲۸٬۸۶۱    |
| ۱۸   | عدنان زادهوش           | علی‌البدل | ۲۶٬۹۰۷    |
| ۱۹   | حامد یزدیان            | علی‌البدل | ۲۴٬۹۰۵    |
| ۲۰   | عباسعلی علی خاصی       | علی‌البدل | ۲۲٬۳۵۰    |
| ۲۱   | علیرضا نصراصفهانی      | علی‌البدل | ۲۱٬۵۶۱    |

در تاریخ ۲۶ دی ماه ۱۴۰۰ با استعفای غلامحسین صادقیان به دلیل داشتن مسئولیت در وزارت بهداشت با ۷ رای موافق، موافقت شد.
همچنین با عدم حضور رضا امینی و عبدالرسول امامی به عنوان عضوهای علی‌البدل اول و دوم جهت مراسم تحلیف در صحن شورا، عضو علی‌البدل سوم، احمد شریعتی کمال‌آبادی در ۲۲ اسفند ۱۴۰۰ به عنوان سیزدهمین عضو شورا شناخته شد.

## ۱۳۹۶ تا ۱۴۰۰ هجری خورشیدی
انتخابات پنجمین دورهٔ شورای اسلامی شهر و روستا در تاریخ ۲۹ اردیبهشت ۱۳۹۶ همزمان با انتخابات ریاست جمهوری برگزار شد و مردم اصفهان ۱۳ نفر عضو اصلی شورای شهر اصفهان را انتخاب کردند.
| ردیف | نام و نام خانوادگی     | نوع حضور | تعداد رای | مدرک تحصیلی                                                                                              |
| ---- | ---------------------- | -------- | --------- | --- |
| ۱    | علیرضا نصراصفهانی      | اصلی     | ۱۵۷٬۲۸۰   | کارشناسی ارشد مدیریت                                                                                     |
| ۲    | فتح‌الله معین نجف‌آبادی  | اصلی     | ۱۵۱٬۰۸۲   | کارشناسی ارشد مدیریت دولتی                                                                               |
| ۳    | عباسعلی جوادی          | اصلی     | ۱۴۲٬۹۵۰   | دکترای پزشکی (متخصص بیماری‌های عفونی و گرمسیری، ریاست نظام پزشکی اصفهان، عضو شورای عالی نظام پزشکی ایران) |
| ۴    | شیرین طغیانی خوراسگانی | اصلی     | ۱۴۲٬۷۷۹   | دکترای شهرسازی                                                                                           |
| ۵    | کورش خسروی دارانی      | اصلی     | ۱۴۱٬۶۷۱   | دکترای شیمی فیزیک                                                                                        |
| ۶    | فریده روشن             | اصلی     | ۱۳۶٬۴۴۴   | دکتری مدیریت آینده پژوهی                                                                                 |
| ۷    | اصغر برشان             | اصلی     | ۱۳۶٬۲۲۷   | کارشناسی طبقه‌بندی مشاغل مزد و بهره‌وری                                                                    |
| ۸    | پورمحمد شریعتی‌نیا      | اصلی     | ۱۳۲٬۱۰۸   | کارشناسی ارشد مدیریت دولتی                                                                               |
| ۹    | کورش محمدی             | اصلی     | ۱۳۱٬۹۹۷   | دکتری روان‌شناسی تربیتی                                                                                   |
| ۱۰   | امیراحمد زندآور        | اصلی     | ۱۳۱٬۳۰۷   | دکترای جغرافیا – برنامه‌ریزی شهری                                                                         |
| ۱۱   | مهدی مزروعی سبدانی     | اصلی     | ۱۳۰٬۲۶۰   | کارشناسی حقوق (وکیل پایه یک دادگستری)                                                                    |
| ۱۲   | نصیر ملت               | اصلی     | ۱۲۹٬۸۴۴   | کارشناسی ارشد علوم اقتصادی                                                                               |
| ۱۳   | مهدی مقدری             | اصلی     | ۱۲۴٬۴۰۳   | کارشناسی ارشد روابط بین‌الملل                                                                             |
| ۱۴   | عباس مقتدای خوراسگانی  | علی‌البدل | ۸۳٬۴۹۹    | دکترای روابط بین‌الملل                                                                                    |
| ۱۵   | رضا امینی              | علی‌البدل | ۷۵٬۵۸۳    | مهندسی کشاورزی                                                                                           |
| ۱۶   | عباس حاج‌رسولیها        | علی‌البدل | ۷۴٬۳۸۷    | کارشناسی ارشد مدیریت                                                                                     |
| ۱۷   | رسول میرباقری          | علی‌البدل | ۶۷٬۳۸۴    | دکترای مدیریت استراتژیک                                                                                  |
| ۱۸   | کریم نصر اصفهانی       | علی‌البدل | ۶۶٬۰۲۵    | کارشناسی ارشد مدیریت                                                                                     |
| ۱۹   | غلامحسین صادقیان رنانی | علی‌البدل | ۵۵٬۳۸۹    | دکترای داروسازی                                                                                          |
| ۲۰   | وحید فولادگر           | علی‌البدل | ۵۴٬۹۲۷    | کارشناسی ارشد مهندسی متالورژی                                                                            |
| ۲۱   | رسول جهانگیری          | علی‌البدل | ۵۴٬۵۸۲    | کارشناسی ارشد مدیریت بازرگانی                                                                            |

## کادر دبیرخانه شورای شهر اصفهان در دوره پنجم
۱ - محمدجعفر صرامی - مدیر دبیرخانه - از سال ۱۳۹۶ تا ۱۴۰۰
۲ - مصطفی اعتصامی - رئیس اداره مصوبات- از سال ۱۳۹۶ تا ۱۴۰۰
۳ - حمید اربابیان - رئیس اداره امور مالی و نیروی انسانی- از سال ۱۳۹۶ تا ۱۴۰۰
۴ - علیرضا روحانی - رئیس اداره ارتباطات و امور بین‌الملل- از سال ۱۳۹۷ تا ۱۳۹۸
۵ - مهدی محبی - رئیس اداره ارتباطات و امور بین‌الملل - از سال ۱۳۹۸ تا ۱۴۰۰

## ۱۳۹۲ تا ۱۳۹۶ هجری خورشیدی
انتخابات چهارمین دورهٔ شورای اسلامی شهر و روستا در تاریخ ۲۴ خرداد ۱۳۹۲ همزمان با انتخابات ریاست جمهوری برگزار شد و مردم اصفهان ۲۱ نفر عضو اصلی شورای شهر اصفهان را انتخاب کردند.
| ردیف | نام و نام خانوادگی    | نوع حضور | تعداد رای | مدرک تحصیلی                                   |
| ---- | --------------------- | -------- | --------- | --------------------------------------------- |
| ۱    | ندا واشیانی پور       | اصلی     | ۴۶٬۵۴۵    | کارشناسی ارشد مدیریت فرهنگی                   |
| ۲    | کریم نصراصفهانی       | اصلی     | ۶۱٬۱۶۲    | کارشناسی ارشد مدیریت                          |
| ۳    | علیرضا نصراصفهانی     | اصلی     | ۳۷٬۹۶۶    | کارشناسی ارشد مدیریت                          |
| ۴    | ابوالفضل قربانی       | اصلی     | ۳۰٬۷۲۸    | کارشناسی ارشد مهندسی کامپیوتر                 |
| ۵    | فتح‌الله معین          | اصلی     | ۲۹٬۰۹۱    | کارشناسی ارشد مدیریت دولتی                    |
| ۶    | وحید فولادگر          | اصلی     | ۳۹٬۹۱۱    | کارشناسی ارشد مهندسی متالورژی                 |
| ۷    | محمدرضا فلاح          | اصلی     | ۴۶٬۸۴۹    | کارشناسی ارشد برنامه‌ریزی فرهنگی               |
| ۸    | سید احمد عاملی        | اصلی     | ۴۵٬۳۱۰    | دکترای مدیریت اقتصادی                         |
| ۹    | نورالله صلواتی        | اصلی     | ۳۲٬۳۲۱    | کارشناسی مهندسی راه و ساختمان                 |
| ۱۰   | غلامحسین صادقیان      | اصلی     | ۳۴٬۹۹۳    | دکتری پزشکی                                   |
| ۱۱   | غلامرضا شیران         | اصلی     | ۲۸٬۸۳۶    | دکترای مهندسی حمل و نقل و ترافیک و آلودگی هوا |
| ۱۲   | احمد شریعتی کمال‌آبادی | اصلی     | ۳۰٬۷۱۷    | دکتری پزشکی                                   |
| ۱۳   | سید کریم داوودی       | اصلی     | ۴۰٬۶۹۶    | کارشناسی مهندسی عمران                         |
| ۱۴   | عدنان زادهوش          | اصلی     | ۳۸٬۵۱۳    | دکتری پزشکی                                   |
| ۱۵   | عباس حاج رسولیها      | اصلی     | ۹۰٬۱۹۷    | کارشناسی ارشد مدیریت                          |
| ۱۶   | رسول جزینی            | اصلی     | ۳۳٬۷۴۶    | کارشناس تربیت بدنی                            |
| ۱۷   | رسول جهانگیری         | اصلی     | ۴۷٬۹۱۷    | کارشناسی ارشد مدیریت بازرگانی                 |
| ۱۸   | عبدالرسول جان نثاری   | اصلی     | ۳۴٬۵۴۴    | کارشناسی ارشد مهندسی سازه                     |
| ۱۹   | مهدی باقربیگی         | اصلی     | ۶۶٬۷۹۹    | مهندسی کشاورزی                                |
| ۲۰   | رضا امینی             | اصلی     | ۴۸٬۱۷۹    | مهندسی کشاورزی و دانشجوی دکتری                |
| ۲۱   | اصغر آذربایجانی       | اصلی     | ۲۹٬۳۶۱    | کارشناسی ارشد برنامه‌ریزی فرهنگی               |

استیضاح و برکناری شهردار
روز شنبه ۹ خرداد ۱۳۹۴ شورای شهر اصفهان به دنبال سؤال از شهردار اصفهان در خصوص صدور عنوان مدیر کلی برای مسئول دفتر شهردار اصفهان و قانع نشدن تعداد از آنها اقدام به استیضاح سقاییان‌نژاد نمود، که در نهایت شورای شهر اصفهان حکم به برکناری شهردار اصفهان داد.

## ۱۳۸۶ تا ۱۳۹۲ هجری خورشیدی
دوره سوم شورای شهر که با عضویت چهره‌هایی همچون؛ عباس حاج رسولیها، کریم نصر اصفهانی، کریم داوودی، وحید فولادگر، غلامرضا شیران، ابوالفضل قربانی، علیرضا نصر اصفهانی، فتح‌الله معین، محمود محمدی، مصطف بهبهانی ۲۹۷ جلسه علنی را در مدت شش سال و سه ماه برگزار کرده بود، این دوره را هم با ریاست عباس حاج رسولیها آغاز کرد و به پایان رسانید.

## ۱۳۸۱ تا ۱۳۸۵ هجری خورشیدی
اعضای دوره دوم:
| ردیف | نام و نام خانوادگی  | نوع حضور | تعداد رای | مدرک تحصیلی                   |
| ---- | ------------------- | -------- | --------- | ----------------------------- |
| ۱    | محسن نیلی احمدآبادی | اصلی     |           | کارشناسی ارشد مدیریت          |
| ۲    | علی کاظمی           | اصلی     |           | کارشناسی ارشد مدیریت بازرگانی |
| ۳    | مهدی جویافر         | اصلی     |           | کارشناسی مهندسی عمران         |
| ۴    | احمدرضا مصور        | اصلی     |           | کارشناسی ارشد مدیریت دولتی    |
| ۵    | احمد امین‌پور        | اصلی     |           | دکترای معماری                 |
| ۶    | کریم نصر اصفهانی    | اصلی     |           | کارشناسی ارشد مدیریت          |
| ۷    | محمود محمدی         | اصلی     |           | دکترای شهرسازی                |
| ۸    | عباس حاج‌رسولیها     | اصلی     |           | کارشناسی ارشد مدیریت          |
| ۹    | حلیمه قسوری         | اصلی     |           | روان‌پزشک                      |
| ۱۰   | عدنان زادهوش        | اصلی     |           | دکتری پزشکی                   |
| ۱۱   | حسین آذین           | اصلی     |           |                               |